# Општина Санкрају де Муреш (Муреш)
Санкрају де Муреш (рум. Sâncraiu de Mureş) општина је у Румунији у округу Муреш.
Oпштина се налази на надморској висини од 307 m.